# 腆支王
腆支王（てんしおう、生年不詳 - 414年）は百済の第18代の王（在位:405年 - 414年）。

## 来歴
先代の阿莘王の長男。『三国史記』では諱・諡の記載がないが『翰苑』に引用される『宋書』『通典』では百済王夫余腆と記されている。『日本書紀』では直支王（ときおう）、『三国遺事』王暦では眞支王と記される。夫人は近年の研究で倭人であることが有力視されている八須夫人。子に久尓辛王。

### 即位まで
- 394年2月に太子に立てられ、397年 （応神天皇8年〔277年→397年〕）に人質として倭国に赴いた（『日本書紀』、『三国史記』共に対応する記事あり）。
- 405年9月に阿莘王が薨去すると、いったんは阿莘王の次弟の訓解（くんかい、フンネ）が政治をみて腆支王の帰国を待ったが、末弟の碟礼（せつれい、ソルレ）が訓解を殺して王位を簒奪した。倭国で阿莘王の死を聞いた腆支王は、哭泣するとともに帰国することを応神天皇に請願し、倭国の兵士に伴われて帰国した。百済国人は碟礼を殺して腆支王を迎え入れ、百済王として即位した[6]。

### 治世
- 407年には庶弟の余信、外戚の解須、解丘らを佐平（1等官）に置くなどして王を中心とした権限の集中化を図り、408年に初めて上佐平の官を設け、佐平の余信を当てて軍事・国政を統帥させることとなった。
- 409年、倭国の応神天皇より太陽光を当てると暗闇でも光る夜明珠を下賜される[7]。
- 414年3月に在位9年にして薨去した[8][9]。

## 腆支王の王妃の出自
金鉉球、盧重国、金起燮（朝鮮語: 김기섭、公州大学）、洪性和（朝鮮語: 홍성화、建国大学）等の韓国の研究者たちは、腆支王の王妃である八須夫人は倭人だったと主張している。
腆支王は、394年2月に太子に立てられ、397年に人質として倭国に赴いた（日本史料『日本書紀』、朝鮮史料『三国史記』ともに対応記事がある）。『三国史記』は「質（朝鮮語: 질）」と表記したが、その実は軍事支援の要請とみられるが、阿莘王は軍事支援の要請にわざわざ太子である腆支王を派遣したのか、そして軍事支援の要請者を「質」と表記したのか、という疑問が生じる。当時の腆支王の年齢は10代前半の幼年であり、また、腆支王は394年2月に太子に立てられているため、阿莘王が倭国に腆支王を派遣したのは軍事支援の要請ではなく、百済王の太子（腆支王）を保護するためだったという見解がある。
397年、阿莘王が腆支王を倭国に派遣した状況を『三国史記』は、「夏五月，王與倭國結好，以太子腆支爲質」と記した。百済はすでに近肖古王の時に倭国と交流し（『日本書紀』）、阿莘王の時には倭兵が百済を軍事支援して高句麗と交戦するほどだった（『好太王碑』）。したがって、「王與倭國結好」という記事は百済と倭国が国交を結んだことを意味しない。そうであるならば、続く「以太子腆支爲質」という記事と連結すると、百済と倭国の両王家の婚姻を意味する。当時の倭人は、仁徳天皇の異母兄弟として継妃となった八田皇女、履中天皇に娘の黒媛を嫁がせた隅田八代宿禰など「八」の字を好んで名前に使用しており、八須夫人が倭人である可能性を高くする。その後「八」の字を好む観念が奈良時代に「八幡信仰」に発展し、仏教と結合して「八幡神」となった。
毗有王が腆支王の庶子であるならば、『日本書紀』応神天皇二十五年条にある、腆支王が薨じてその子の久尓辛王が即位すると、久尓辛王が幼年であったため木満致が政治を行ったが、木満致が久尓辛王の母と密通をはたらき、応神天皇が木満致を召し出したという記事も、毗有王が倭人の子である異母兄弟の久尓辛王とその後見人である木満致を追い出し、即位したと解釈できる。そして、腆支王だけが倭人と結婚したわけではない。第21代の王・蓋鹵王の弟であり、第24代の王・東城王と第25代の王・武寧王の父親である昆支王も倭国に渡り、倭国王家の女性と結婚した。461年に昆支王が倭国に遣わされた際に昆支王はすでに百済で結婚していたが、倭国での16年間に及ぶ滞在で、倭国王家の女性と結婚し、息子5人をもうけた。『日本書紀』には、479年に百済の三斤王が亡くなると、雄略天皇が昆支王の子供5人のうち、第2子の末多王（東城王）が幼く聡明なので宮中に呼び、頭面を撫でながら、誡勅に対して慇懃であるため、百済王とした、という記事があるが、これは雄略天皇と東城王の血縁的連帯感を示唆する。東城王の母親の名前や業績に関する記録は残されていないが、東城王が百済王として在位した479年から501年間に東城王の母親である倭人が百済に渡った可能性も排除できない。